# Juvignac
Juvignac (okzitanisch: Juvinhac) ist eine französische Gemeinde mit 13.776 Einwohnern (Stand: 1. Januar 2022) im Département Hérault in der Region Okzitanien; sie gehört zum Arrondissement Montpellier und zum Kanton Lattes. Die Einwohner heißen Juvignacois.

## Geographie
Der Fluss Mosson begrenzt die Gemeinde im Osten. Umgeben wird Juvignac von den Nachbargemeinden Grabels im Norden, Montpellier im Osten, Lavérune im Süden und Saint-Georges-d’Orques im Westen.
In der Gemeinde geht die Autoroute A750 in die Route nationale 109 nach Montpellier über.
Juvignac gehört zum Weinbaugebiet Vin de pays des Collines de la Moure.

## Bevölkerungsentwicklung
| Jahr      | 1962 | 1968 | 1975 | 1982 | 1990 | 1999 | 2006 | 2011 | 2017   |
| Einwohner | 182  | 398  | 2653 | 3488 | 4221 | 5592 | 6258 | 7668 | 11.084 |

## Sehenswürdigkeiten
- Thermalquellen von Juvignac
- Römische Brücke

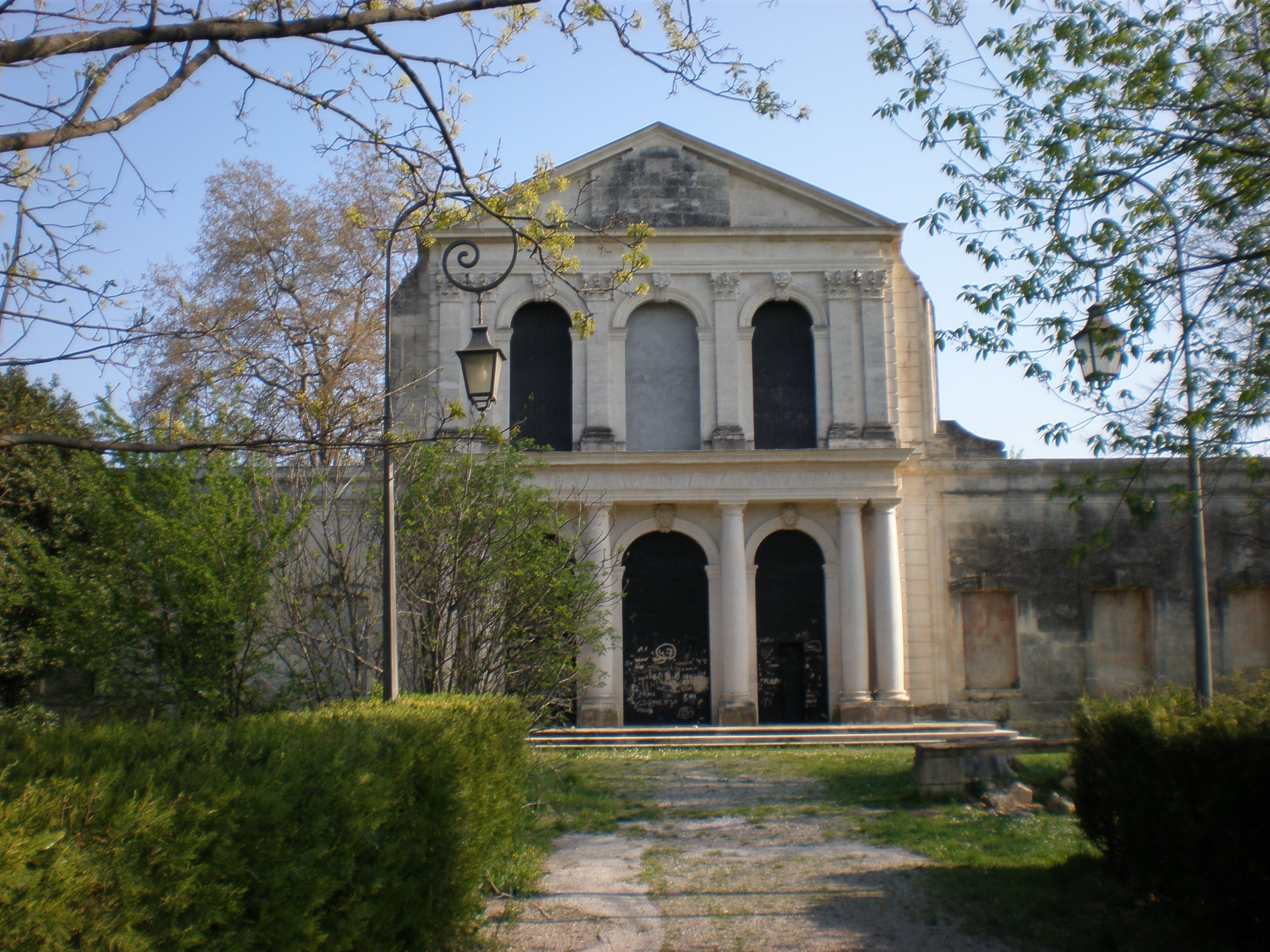
Château Bonnier (Château de la Mosson)

- Château de la Mosson, neoklassischer Bau aus den Jahren 1723–1727 von Jacques Bonnier, Monument historique seit 2003, an der Gemeindegrenze zwischen Montpellier und Juvignac
- Château de Caunelles, im 16. Jahrhundert erbaut, seit 1989 Monument historique
- Château de Fourques, auf den Fundamenten einer Befestigung aus dem 11. Jahrhundert im 15. Jahrhundert errichtet, im 18. Jahrhundert restauriert

## Städtepartnerschaft
- Kalkar (Deutschland)